# Chevreuxius grandimanus
Chevreuxius grandimanus is een vlokreeftensoort uit de familie van de Aoridae. De wetenschappelijke naam van de soort is voor het eerst geldig gepubliceerd in 1896 door Bonnier.